# Liste der Bodendenkmale in Wermsdorf
In der Liste der Bodendenkmale in Wermsdorf sind die Bodendenkmale der Gemeinde Wermsdorf und ihrer Ortsteile nach dem Stand der Auflistung von Klaus Kroitzsch und Harald Quietzsch aus dem Jahr 1984 aufgelistet. Eventuelle Änderungen und Ergänzungen, insbesondere aus der Zeit nach der Wende, sind nicht berücksichtigt, da für Sachsen aktuell keine neueren allgemein zugänglichen Bodendenkmallisten vorliegen. Die Baudenkmale sind in der Liste der Kulturdenkmale in Wermsdorf aufgeführt.
| Denkmal-ID | Fundart             | Ortsteil      | Bezeichnung                                     | Zeitstellung             | Lage | Bemerkungen | Bild |
| ---------- | ------------------- | ------------- | ----------------------------------------------- | ------------------------ | --- | --- | ---- |
| ?          | Grabmal > Grabhügel | Deutsch-Luppa | vermutetes Hügelgrab                            | undatiert                | westnordwestlich des Orts, Kleiner Kuhberg, südlich des Wegs                                                                                                 | kreisförmige Steinsetzung am Hügelfuß, Schutz seit 3. Oktober 1973                                                                                                   |      |
| ?          | Befestigung > Burg  | Gröppendorf   | Wehranlage „Schanzhügel“                        | Mittelalter              | nördlich des Orts, westlich der Straße, östliches Hochufer des Streitbachs                                                                                   | Turmhügel mit Graben und Wall (im Osten stark eingeebnet), Schutz seit 27. Februar 1936, erneuert 1. Februar 1959                                                    |      |
| ?          | Befestigung > Burg  | Wermsdorf     | Wehranlage „Kirchenteichruine“                  | Mittelalter              | nordwestlich des Orts im Wermsdorfer Wald, Forstrevier Sachsendorf Abteilung 105, nördlich des Kirchenteichs                                                 | quadratischer Bühl mit abgerundeten Ecken, Umfassungsmauer teils aus Lehm, teils als Holz-Erde-Konstruktion, Schutz seit 13. Dezember 1938, erneuert 1. Februar 1959 |      |
| ?          | Grabmal > Grabhügel | Wermsdorf     | mindestens 13 Hügelgräber                       | Bronzezeit               | südwestlich des Orts im Lindigt, Forstrevier Horstsee Abteilung 118                                                                                          | 6 Hügel im Mittelteil des Lindigt und mindestens 6 am nordwestlichen Waldrand, Schutz seit 1934, erneuert 1. Februar 1959, erweitert 29. Oktober 1973                |      |
| ?          | Grabmal > Grabhügel | Wermsdorf     | Gruppe von mindestens 3 vermuteten Hügelgräbern | Bronzezeit?              | nordnordwestlich des Orts im Wermsdorfer Wald, Forstrevier Wermsdorf Abteilung 73, südwestlich von Schneise 7 und südöstlich von Flügel G                    | Schutz seit 3. Oktober 1973 |      |
| ?          | Grabmal > Grabhügel | Wermsdorf     | vermutetes Hügelgrab                            | Bronzezeit?              | westnordwestlich des Orts im Wermsdorfer Wald, Forstrevier Sachsendorf Abteilung 17, Flügel F, nahe der Kreuzung mit Schneise 4/5                            | Hügel mit 8 m Durchmesser und 1,1 m Höhe, Schutz seit 3. Oktober 1973                                                                                                |      |
| ?          | Grabmal > Grabhügel | Wermsdorf     | vermutetes Hügelgrab                            | Bronzezeit?              | nordwestlich des Orts im Wermsdorfer Wald, Forstrevier Sachsendorf Abteilung 19, südwestlich des Mittelwegs zwischen den beiden Schneisen                    | Hügel mit 10 m Durchmesser und 1,4 m Höhe, Schutz seit 3. Oktober 1973                                                                                               |      |
| ?          | Grabmal > Grabhügel | Wermsdorf     | vermutetes Hügelgrab                            | Bronzezeit?              | nördlich des Orts im Wermsdorfer Wald, Forstrevier Wermsdorf Abteilung 59, Ostufer des Häuschenteichs                                                        | Hügel mit 8 m Durchmesser und 1 m Höhe, Schutz seit 3. Oktober 1973                                                                                                  |      |
| ?          | Befestigung > Burg  | Wermsdorf     | Wehranlage „Wüstes Schloss“, „Der Hahn“         | Mittelalter              | nordöstlich des Orts im Hubertusburger Wald, Forstrevier Collm Abteilung 90, Winkel von Schneise 9 und Flügel 0                                              | ovale Anlage, runder Bühl mit doppelter Graben-Außenwall-Konstruktion, Schutz seit 18. Dezember 1935, erneuert 1. Februar 1959                                       |      |
| ?          | Befestigung > Burg  | Wermsdorf     | Wehranlage                                      | Latènezeit?, Mittelalter | nordöstlich des Orts im Hubertusburger Wald, Forstrevier Collm Abteilung 118, Gipfel des Collmbergs                                                          | ovaler geschlossener Wallzug mit zweitem Wall im Osten und zwei Vorwällen im Westen, Schutz seit 18. Dezember 1935, erneuert 1. Februar 1959                         |      |
| ?          | Befestigung > Burg  | Wermsdorf     | Wehranlage                                      | Mittelalter              | ostsüdöstlich des Orts im Hubertusburger Wald, Forstrevier Seelitz Abteilung 67, südwestlich von Schneise 7/8, östlich des Streitbachs                       | ovaler Turmhügel mit umlaufendem Graben, Schutz seit 15. Mai 1962 |      |
| ?          | Grabmal > Grabhügel | Wermsdorf     | Gruppe von mindestens 6 vermuteten Hügelgräbern | Bronzezeit?              | ostsüdöstlich des Orts im Hubertusburger Wald, Forstrevier Seelitz Abteilung 67, zwischen dem von der Straße abgehenden Weg und dem Streitbach               | Schutz seit 15. Mai 1962 |      |
| ?          | Befestigung > Burg  | Wermsdorf     | Wasserburg                                      | Mittelalter              | südöstlich des Orts am Südende des Laubentals, Forstrevier Seelitz Abteilung 51, direkt nördlich des Teichs                                                  | Bühl in einem verlandeten Teich, Schutz seit 24. Oktober 1963 |      |
| ?          | Befestigung > Burg  | Wermsdorf     | Wehranlage „Pfostenhaus I“                      | Mittelalter              | ostsüdöstlich des Orts im Hubertusburger Wald, Forstrevier Seelitz Abteilung 54, nordnordöstlich des Pfostenhauses, östlich des Weges und der Bachquelle     | Bühl mit umlaufendem trockengefallenem Graben, Schutz seit 3. Oktober 1973                                                                                           |      |
| ?          | Befestigung > Burg  | Wermsdorf     | Wehranlage „Pfostenhaus II“                     | Mittelalter              | ostsüdöstlich des Orts im Hubertusburger Wald, Forstrevier Seelitz Abteilung 54, nordöstlich des Pfostenhauses, östlich der Biegung des Wegs zu Schneise 6/7 | quadratischer Bühl mit schmalem verflachtem Graben, Schutz seit 3. Oktober 1973                                                                                      |      |